# Victor Carbone
Victor Carbone (São Paulo, 13 september 1992) is een Braziliaanse autocoureur.
In 2009 en 2010 reed hij de F2000 Championship Series, waarbij hij het laatste jaar winnaar was. In 2011 en 2012 reed hij de Indy Lights, en eindigde beide keren zesde in de eindstand. In 2014 debuteert hij in de GP3 Series in het team van Trident.